# Hierochloe wendelboi
Hierochloe wendelboi är en gräsart som beskrevs av G.Weim. Hierochloe wendelboi ingår i släktet Hierochloe och familjen gräs. Inga underarter finns listade i Catalogue of Life.